# Travsport i Australien
Travsport i Australien körs på flera olika travbanor, som tillsammans har över 1 900 tävlingsdagar årligen. I Australien finns ungefär 2 900 registrerade kuskar och 4 000 registrerade tränare. Det registreras cirka 5 000 tävlingshästar varje år.

## Historia

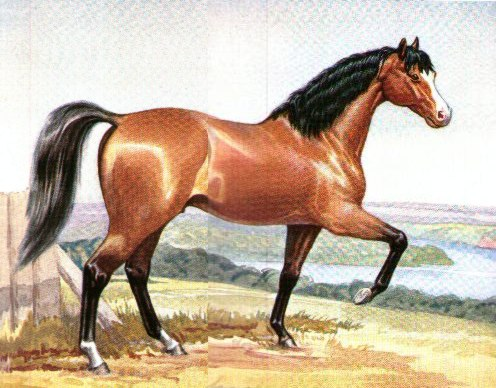
En tidig import till Australien var den arabiska hingsten Hector, som var en viktig avelshäst inom australisk hästsport.

Den första travtävlingen i Australien arrangerades den 30 april 1810 i Parramatta i New South Wales, under en sportkarneval och vanns av hästen Miss Kitty, efter den importerade arabhingsten Hector. 1834 arrangerades Western Australias första travtävlingar på Fremantle och 1844 hölls de första travtävlingarna Tasmanien på Launceston.
Det första organiserade tävlingsmötet för både travare och passgångare i Australien hölls 21 januari 1860 på travbanan i Flemington, Victoria. Även montéridning arrangerades den dagen.
1861 grundades Ballarat och Creswick Trotting Club, för att främja specifikt trav- och passgångssport i Australien.
1882 byggdes Australiens första travbana Elsternwick Park i Melbourne. Samma år arrangerades Queenslands första travlopp av Brisbane Driving Park Club och hölls på Eagle Farm.

### Hästinfluensa
I slutet av augusti 2007 upptäcktes hästinfluensa (HI) i ett hästkomplex i Sydney, och spreds till många områden i New South Wales och södra Queensland, främst genom nöjeshästindustrin. Detta stoppade omedelbart alla hästsysselsättningar över hela landet, men hästtävlingar togs senare upp igen i de delstater utan HI-fall. Hela tävlingsindustrin var då hårt ansträngd på grund av brist på tävlingshästar.

## Tävlingar
Travsport i Australien bedrivs med amerikanska standardhästar, som tävlar i två gångarter; passgång och trav. Mellan 80 och 90 % av loppen som körs i Australien är för passgångshästar. Lopp körs moturs, oftast över distansen 1 609 meter, eller 2 650 meter. Vissa tävlingar som AG Hunter Cup körs över längre distans. Travbanorna har vanligtvis en banlängd på mellan 700 och 1 000 meter.
Tävlingarna administreras av Harness Racing Australia (HRA) (tidigare känt som Australian Harness Racing Council), varvid varje stats huvudauktoritet samtycker till att följa och att verkställa regler och förordningar.
Tävlingar körs ofta nattetid, med många stora travtävlingar som hålls på fredags- och lördagskvällar. Travtävlingar i Australien skiljer sig något från amerikansk travsport, då Australien använder metersystemet för att mäta avstånd. Det finns ofta fler startande hästar i ett lopp.

### Startmetoder
Tävlingar startas två olika sätt, antingen bakom en startbil med utfällbara vingar, likt de flesta europeiska länder och i nordamerika, eller med en stillastående start bakom ett band. Om loppen startas med bilstart finns det i vissa fall plats för tio hästar bakom startbilen. Bilstart är den vanligaste startmetoden i Australien.

## Större lopp

### Passgångssport

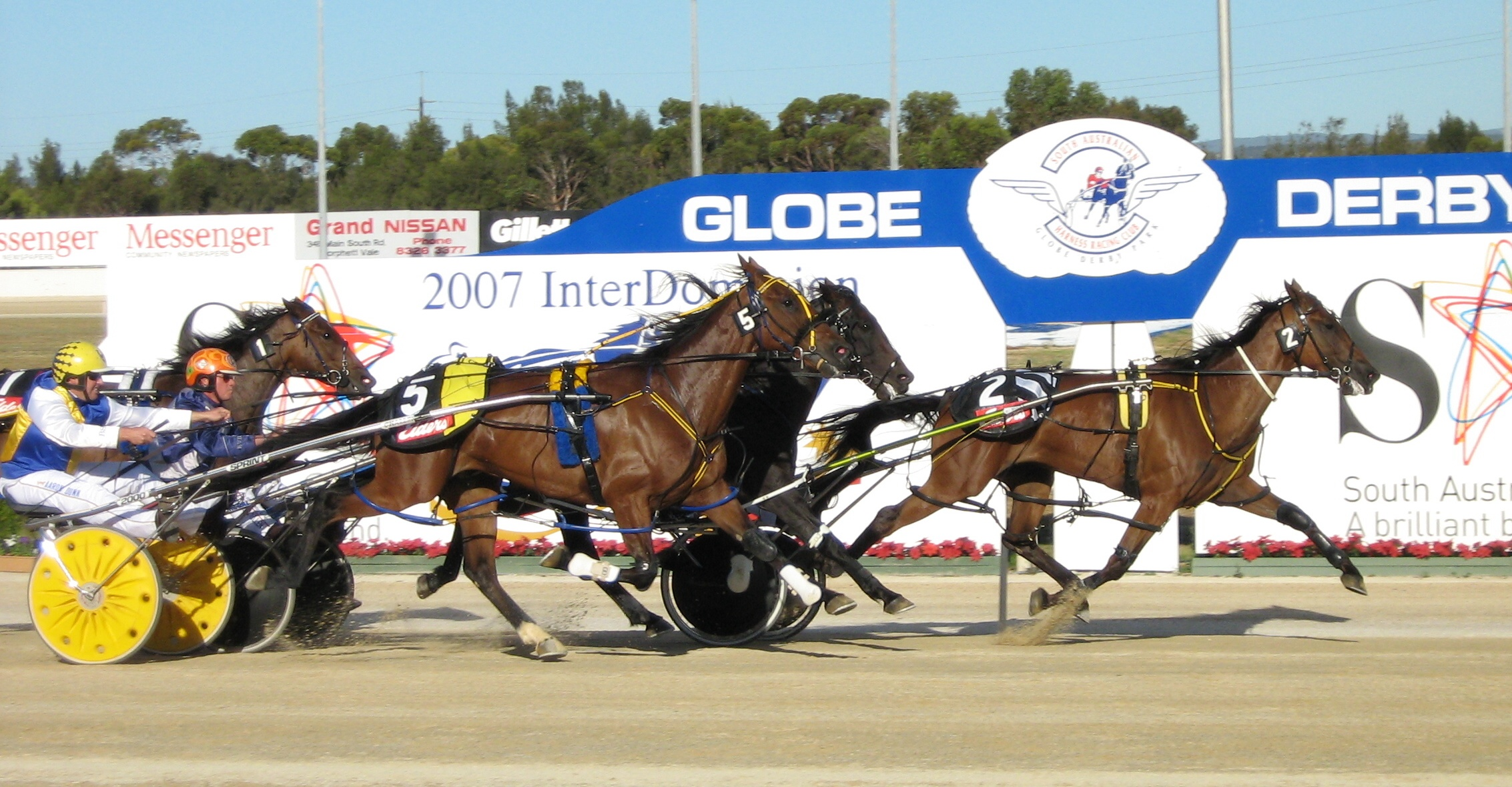
Passgångslopp på Globe Derby Park norr om Adelaide.

Ett av de största tävlingarna för passgångare är Inter Dominion, för hästar från Australien och Nya Zeeland. Tävlingarna har arrangerats sedan 1936 och hålls växelvis i Australien eller Nya Zeeland. Andra stora lopp för passgångare är grupp 1-loppen Ainsworth Miracle Mile och Australasian Pacers Grand Circuit, som har hjälpt till att marknadsföra passgångssport i Australien och Nya Zeeland.

### Travsport
Eftersom mellan 80 och 90 % av loppen som körs i Australien är för passgångshästar, är prissumman i travlopp mindre. Tävlingen Inter Dominion körs även för travhästar, och andra större travlopp som körs i Australien är bland annat Great Southern Star och Aldebaran Park Bill Collins Sprint. Den australiska travhästen Maori Time som deltog i 2018 års upplaga av Elitloppet på Solvalla har segrat i loppet tre år i rad (2015, 2016, 2017).

## Travbanor

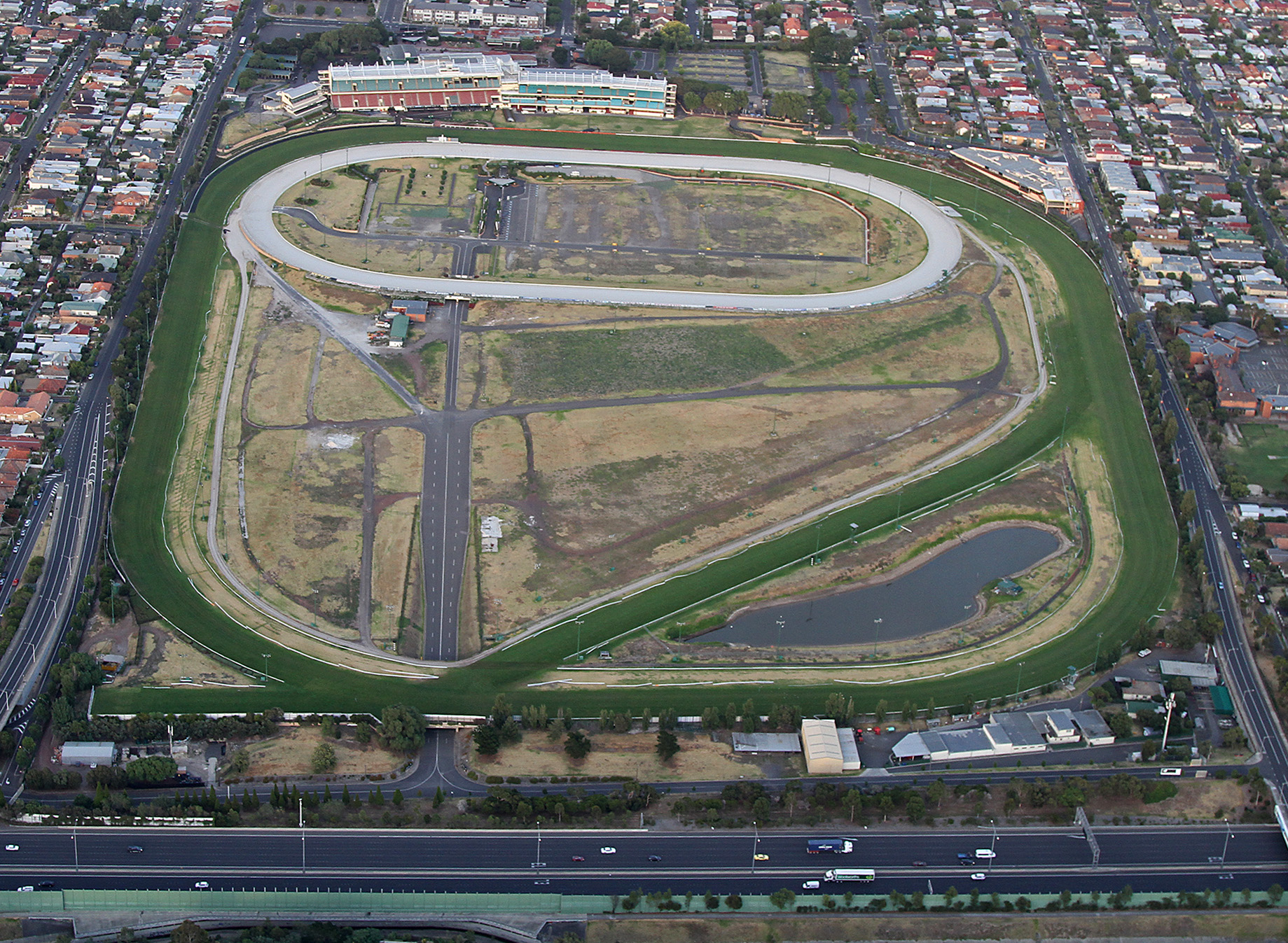
Den tidigare Moonee Valley Racecourse nära Melbourne.

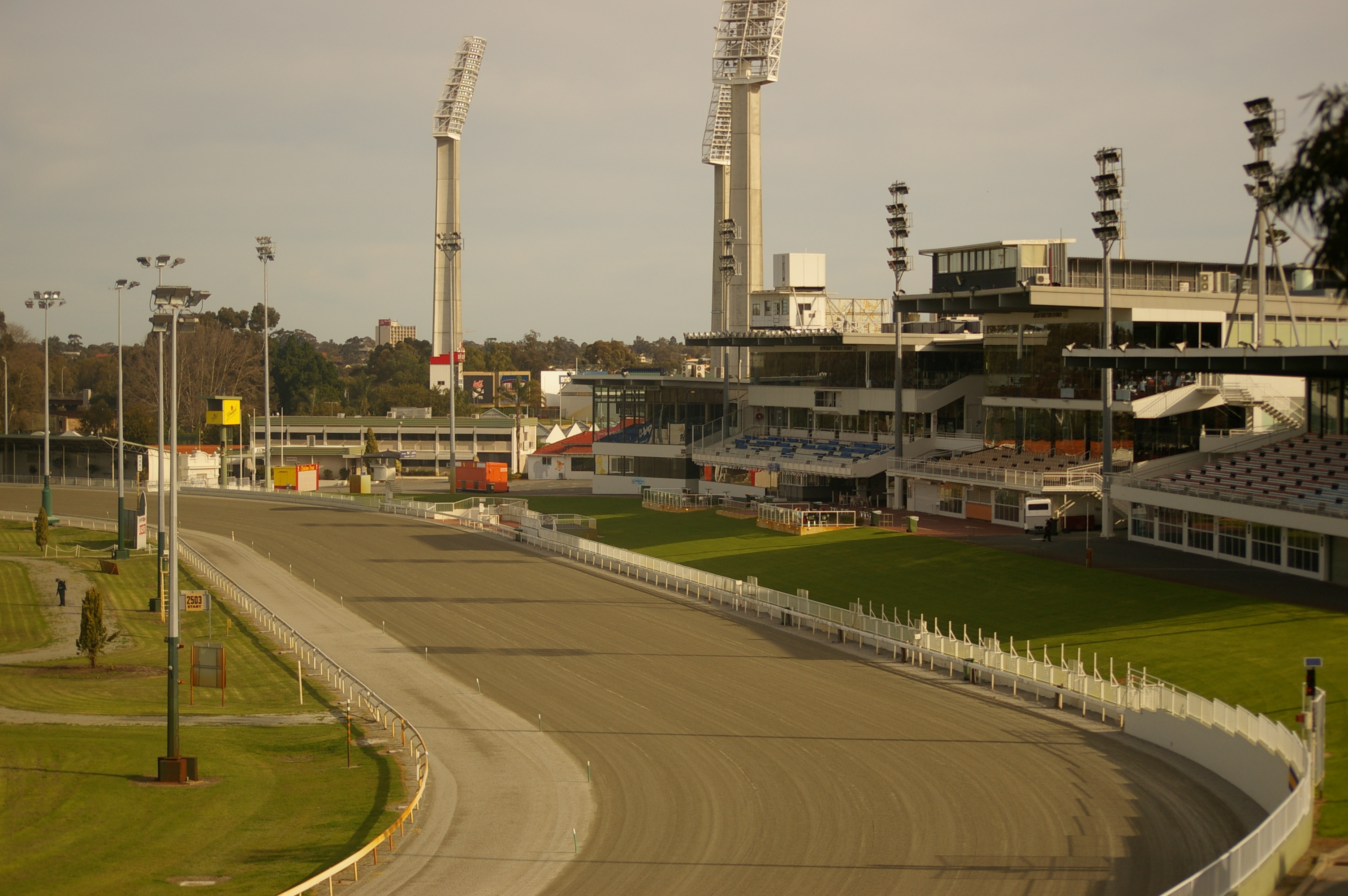
Gloucester Park i Western Australia.

Källa:
| Bana                              | Stad           | Delstat           | Längd    | Upplopp | Open stretch | Ref.    |
| --------------------------------- | -------------- | ----------------- | -------- | ------- | ------------ | ------- |
| Albany                            | Albany         | Western Australia | 857,4 m  | 120 m   | Ja           | [ 11 ]  |
| Albion Park                       | Albion         | Queensland        | 1019 m   | 197 m   | Ja           | [ 12 ]  |
| Albury                            | Lavington      | New South Wales   | 804,5 m  | 180 m   | Nej          | [ 13 ]  |
| Ararat                            | Ararat         | Victoria          | 810,9 m  | 186 m   | Ja           | [ 14 ]  |
| Armidale                          | Armidale       | New South Wales   | 768,5 m  | 140 m   | Nej          | [ 15 ]  |
| Bacchus Marsh                     | Bacchus Marsh  | Victoria          | 802 m    | 200 m   | Nej          | [ 16 ]  |
| Ballarat                          | Ballarat       | Victoria          | 1000 m   | 248 m   | Nej          | [ 17 ]  |
| Bankstown                         | Condell Park   | New South Wales   | 805 m    | 187 m   | Nej          | [ 18 ]  |
| Bathurst                          | Bathurst       | New South Wales   | 1064,9 m | 186 m   | Ja           | [ 19 ]  |
| Benalla                           | Benalla        | Victoria          | 1084 m   | 316 m   | Nej          | [ 20 ]  |
| Bendigo                           | Bendigo        | Victoria          | 1000 m   | 185 m   | Ja           | [ 21 ]  |
| Birchip                           | Birchip        | Victoria          | 805 m    | N/A     | Nej          | [ 22 ]  |
| Blayney                           | Blayney        | New South Wales   | 763,4 m  | 124 m   | Nej          | [ 23 ]  |
| Boort                             | Boort          | Victoria          | 712 m    | 151 m   | Ja           | [ 24 ]  |
| Bridgetown                        | Bridgetown     | Western Australia | 813,5 m  | 164 m   | Nej          | [ 25 ]  |
| Broken Hill                       | Broken Hill    | New South Wales   | 602 m    | 84,6 m  | Nej          | [ 26 ]  |
| Bulli                             | Bulli          | New South Wales   | 738 m    | 145 m   | Nej          | [ 27 ]  |
| Bunbury                           | Bunbury        | Western Australia | 960 m    | 205 m   | Ja           | [ 28 ]  |
| Burnie                            | Burnie         | Tasmanien         | 607 m    | 95 m    | Nej          | [ 29 ]  |
| Busselton                         | Busselton      | Western Australia | 656 m    | 100 m   | Nej          | [ 30 ]  |
| Byford                            | Byford         | Western Australia | 816 m    | 208 m   | Nej          | [ 31 ]  |
| Canberra                          | Canberra       | New South Wales   | 812 m    | 173 m   | Nej          | [ 32 ]  |
| Carrick                           | Carrick        | Tasmanien         | 1000 m   | 180 m   | Nej          | [ 33 ]  |
| Central Wheatbelt                 | Kellerberrin   | Western Australia | 806 m    | 144 m   | Ja           | [ 34 ]  |
| Charlton                          | Charlton       | Victoria          | 960 m    | 200 m   | Ja           | [ 35 ]  |
| Cobram                            | Cobram         | Victoria          | 1008,5 m | 200 m   | Ja           | [ 36 ]  |
| Collie                            | Collie         | Western Australia | 644 m    | 135 m   | Nej          | [ 37 ]  |
| Coolamon                          | Coolamon       | New South Wales   | 1053 m   | 245 m   | Nej          | [ 38 ]  |
| Cootamundra                       | Cootamundra    | New South Wales   | 805 m    | 148 m   | Nej          | [ 39 ]  |
| Cowra                             | Cowra          | New South Wales   | 813 m    | 150 m   | Nej          | [ 40 ]  |
| Cranbourne                        | Cranbourne     | Victoria          | 946 m    | 221 m   | Ja           | [ 41 ]  |
| Devonport                         | Devonport      | Tasmanien         | 735 m    | 110 m   | Nej          | [ 42 ]  |
| Donald                            | Donald         | Victoria          | 903 m    | N/A     | Nej          | [ 43 ]  |
| Dubbo                             | Dubbo          | New South Wales   | 804,5 m  | 121 m   | Nej          | [ 44 ]  |
| Echuca                            | Echuca         | Victoria          | 805 m    | 164 m   | Ja           | [ 45 ]  |
| Elmore                            | Elmore         | Victoria          | 800 m    | 200 m   | Nej          | [ 46 ]  |
| Elwick                            | Goodwood       | Tasmanien         | 970 m    | 200 m   | Ja           | [ 47 ]  |
| Eugowra                           | Eugowra        | New South Wales   | 800 m    | 143,6 m | Nej          | [ 48 ]  |
| Fairfield                         | Wetherill Park | New South Wales   | 800 m    | 200 m   | Nej          | [ 49 ]  |
| Forbes                            | Forbes         | New South Wales   | 792,2 m  | 137 m   | Nej          | [ 50 ]  |
| Gawler                            | Gawler         | South Australia   | 960 m    | 180 m   | Nej          | [ 51 ]  |
| Geelong                           | Corio          | Victoria          | 960 m    | 200 m   | Ja           | [ 52 ]  |
| Geraldton                         | Geraldton      | Western Australia | 804,5 m  | 150 m   | Nej          | [ 53 ]  |
| Globe Derby Park                  | Adelaide       | South Australia   | 845,5 m  | 150,9 m | Ja           | [ 54 ]  |
| Gloucester Park                   | East Perth     | Western Australia | 804,5 m  | 143 m   | Nej          | [ 55 ]  |
| Golden Mile                       | Karlgoorlie    | Western Australia | 804 m    | 167 m   | Ja           | [ 56 ]  |
| Goulburn                          | Goulburn       | New South Wales   | 1050 m   | 196 m   | Ja           | [ 57 ]  |
| Griffith                          | Griffith       | New South Wales   | 800 m    | 163 m   | Nej          | [ 58 ]  |
| Gunbower                          | Gunbower       | Victoria          | 1239 m   | 273 m   | Ja           | [ 59 ]  |
| Hamilton                          | Hamilton       | Victoria          | 1000 m   | 185 m   | Ja           | [ 60 ]  |
| Harvey                            | Harvey         | Western Australia | 804,5 m  | 178 m   | Nej          | [ 61 ]  |
| Horsham                           | Horsham        | Victoria          | 1000 m   | 213 m   | Ja           | [ 62 ]  |
| Inverell                          | Inverell       | New South Wales   | 750 m    | 183 m   | Nej          | [ 63 ]  |
| Junee                             | Junee          | New South Wales   | 800 m    | 200 m   | Nej          | [ 64 ]  |
| Kadina                            | Kadina         | South Australia   | 650,4 m  | N/A     | Nej          | [ 65 ]  |
| Kapunda                           | Kapunda        | South Australia   | 817,8 m  | N/A     | Nej          | [ 66 ]  |
| Kilmore                           | Kilmore        | Victoria          | 1000 m   | 204 m   | Ja           | [ 67 ]  |
| Kimba                             | Kimba          | South Australia   | 830 m    | N/A     | Nej          | [ 68 ]  |
| King Island                       | Currie         | Tasmanien         | 1570 m   | 220 m   | Nej          | [ 69 ]  |
| Kyabram                           | Kyabram        | Victoria          | 790 m    | 195 m   | Nej          | [ 70 ]  |
| Launceston                        | Launceston     | Tasmanien         | 1018 m   | 220 m   | Nej          | [ 71 ]  |
| Leeton                            | Leeton         | New South Wales   | 804 m    | 120 m   | Nej          | [ 72 ]  |
| Maitland                          | Maitland       | New South Wales   | 775,6 m  | 140 m   | Nej          | [ 73 ]  |
| Marburg                           | Marburg        | Queensland        | 700 m    | 150 m   | Nej          | [ 74 ]  |
| Maryborough                       | Maryborough    | Victoria          | 1000 m   | 210 m   | Ja           | [ 75 ]  |
| Mildura                           | Mildura        | Victoria          | 810 m    | 183 m   | Nej          | [ 76 ]  |
| Moonee Valley Racecourse          | Moonee Ponds   | Victoria          | 965 m    | 180 m   | Ja           | [ 77 ]  |
| Mooroopna                         | Shepparton     | Victoria          | 801,4 m  | N/A     | Nej          | [ 78 ]  |
| Mount Gambier                     | Mount Gambier  | South Australia   | 804,8 m  | N/A     | Ja           | [ 79 ]  |
| Muswellbrook                      | Muswellbrook   | New South Wales   | 805 m    | 200 m   | Nej          | [ 80 ]  |
| Narrabri                          | Narrabri       | New South Wales   | 805 m    | 135 m   | Nej          | [ 81 ]  |
| Narrogin                          | Narrogin       | Western Australia | 838,6 m  | 158 m   | Nej          | [ 82 ]  |
| Newcastle                         | Broadmeadow    | New South Wales   | 931,9 m  | 188,5 m | Nej          | [ 83 ]  |
| Northam                           | Northam        | Western Australia | 825 m    | 140 m   | Nej          | [ 84 ]  |
| Nyah                              | Nyah           | Victoria          | 805,2 m  | 183 m   | Ja           | [ 85 ]  |
| Orange                            | Orange         | New South Wales   | 714 m    | 150 m   | Nej          | [ 86 ]  |
| Ouyen                             | Ouyen          | Victoria          | 769 m    | 151 m   | Ja           | [ 87 ]  |
| Parkes                            | Parkes         | New South Wales   | 767 m    | 196 m   | Nej          | [ 88 ]  |
| Peak Hill                         | Peak Hill      | New South Wales   | 1077 m   | 164,5 m | Nej          | [ 89 ]  |
| Penrith                           | Penrith        | New South Wales   | 804,6 m  | 130 m   | Nej          | [ 90 ]  |
| Pinjarra                          | Pinjarra       | Western Australia | 1000 m   | 217 m   | Ja           | [ 91 ]  |
| Port Augusta                      | Port Augusta   | South Australia   | 603,5 m  | N/A     | Nej          | [ 92 ]  |
| Port Pirie                        | Port Pirie     | South Australia   | 950,3 m  | 170 m   | Ja           | [ 93 ]  |
| Redcliffe Paceway                 | Redcliffe      | Queensland        | 835 m    | 170 m   | Ja           | [ 94 ]  |
| Robinvale                         | Robinvale      | Victoria          | 718 m    | 126 m   | Nej          | [ 95 ]  |
| Rockhampton                       | Rockhampton    | Queensland        | 800 m    | 180 m   | Nej          | [ 96 ]  |
| Scottsdale                        | Scottsdale     | Tasmanien         | 740 m    | 80 m    | Nej          | [ 97 ]  |
| Sebastian                         | Eaglehawk      | Victoria          | N/A      | N/A     | N/A          | [ 98 ]  |
| Shepparton                        | Shepparton     | Victoria          | 1000 m   | 200 m   | Ja           | [ 99 ]  |
| Spreyton                          | Devonport      | Tasmanien         | 1479 m   | 305 m   | Nej          | [ 100 ] |
| St Arnaud                         | Saint Arnaud   | Victoria          | 804,7 m  | 150 m   | Ja           | [ 101 ] |
| St Marys                          | Saint Marys    | Tasmanien         | 1306 m   | 250 m   | Nej          | [ 102 ] |
| Stawell                           | Stawell        | Victoria          | 813 m    | 189 m   | Ja           | [ 103 ] |
| Strathalbyn                       | Strathalbyn    | South Australia   | 805,4 m  | N/A     | Nej          | [ 104 ] |
| Swan Hill                         | Swan Hill      | Victoria          | 1040 m   | 205 m   | Ja           | [ 105 ] |
| Tabcorp Park Melton               | Melton         | Victoria          | 1040 m   | 205 m   | Ja           | [ 106 ] |
| Tabcorp Park Menangle             | Menangle Park  | New South Wales   | 1400 m   | 350 m   | Nej          | [ 107 ] |
| Tamworth                          | Tamworth       | New South Wales   | 750 m    | 150 m   | Nej          | [ 108 ] |
| Temora                            | Temora         | New South Wales   | 747 m    | 127 m   | Nej          | [ 109 ] |
| Terang                            | Terang         | Victoria          | 1000 m   | 200 m   | Ja           | [ 110 ] |
| Victor Harbor Harness Racing Club | Victor Harbor  | South Australia   | 1000 m   | N/A     | Ja           | [ 111 ] |
| Wagga                             | Wagga Wagga    | New South Wales   | 1071,2 m | 190 m   | Ja           | [ 112 ] |
| Wagin                             | Wagin          | Western Australia | 814 m    | 167 m   | Nej          | [ 113 ] |
| Wangaratta                        | Wangaratta     | Victoria          | 813 m    | 202 m   | Nej          | [ 114 ] |
| Wanneroo                          | Wanneroo       | Western Australia | N/A      | N/A     | Nej          | [ 115 ] |
| Warragul                          | Warragul       | Victoria          | 837 m    | 147 m   | Ja           | [ 116 ] |
| Warrnambool                       | Warrnambool    | Victoria          | 805 m    | 180 m   | Ja           | [ 117 ] |
| Wedderburn                        | Wedderburn     | Victoria          | 804,7 m  | 178 m   | Ja           | [ 118 ] |
| West Wyalong                      | West Wyalong   | New South Wales   | 804 m    | 175 m   | Nej          | [ 119 ] |
| Whyalla                           | Whyalla        | South Australia   | 876,3 m  | N/A     | Nej          | [ 120 ] |
| Williams                          | Williams       | Western Australia | 727,1 m  | 77,9 m  | Nej          | [ 121 ] |
| Yarra Valley                      | Yarra Glen     | Victoria          | 1000 m   | 180 m   | Ja           | [ 122 ] |
| Yarrambat                         | Yarrambat      | Victoria          | N/A      | N/A     | Nej          | [ 123 ] |
| York                              | York           | Western Australia | 667 m    | 96 m    | Nej          | [ 124 ] |
| Young                             | Young          | New South Wales   | 787,2 m  | 183,9 m | Nej          | [ 125 ] |